# Pargilina
La Pargilina es un inhibidor irreversible de la enzima monoaminooxidasa (MAO) que fue utilizada para el tratamiento de la depresión y que posee selectividad por MAO-B. Este fármaco es menos efectivo que los antidepresivos tricíclicos y sus interacciones con aminas dietéticas puede conducir a una toxicidad grave. Por ejemplo, los alimentos como los quesos, que contienen tiramina no deben consumirse. También puede interactuar peligrosamente con otras drogas, incluidos los antidepresivos tricíclicos. Se han dejado de hacer ensayos clínicos con este medicamento debido a que no ha dado resultados positivos esperados.
La Pargilina está estructuralmente relacionada con la Clorgilina, un inhibidor de la MAO-A.
La Pargilina llegó a ser considerada para el tratamiento de los síntomas parkinsonianos dado que se notaba que incrementaba los niveles de dopamina a través de la inhibición del catabolismo de esta sustancia.

## Estado actual
Originalmente, la Pargilina estaba destinada a tratar a pacientes con hipertensión debido a que disminuía la resistencia vascular periférica. Su uso se volvió muy limitado, principalmente se destinaba a casos de depresión que no respondían a los antidepresivos más nuevos, como los inhibidores de la recaptación de serotonina y norepinefrina. Otros efectos secundarios incluyen hipotensión, sedación y aumento de peso. Por esta razón, se están empezando a estudiar compuestos derivados del 3-(E)-estiril-2H-cromeno. De estos derivados, se notó en un estudio que el compuesto 3, que contiene flúor en R3, mostró una elevada actividad y es aproximadamente 22 veces más potente que la pargilina (que fue utilizada como control positivo). Esto sugiere que la estructura de 3-(E)-estiril-2H-cromeno puede ser un andamio útil para el diseño y desarrollo de nuevos inhibidores de la monoaminooxidasa B con menos reacciones adversas.

## Uso en embarazo y lactancia
No existen datos actualmente, pero está en la categoría C de embarazo.